# Ol'ga Evkova
Ol'ga Vladimirovna Evkova (in russo Ольга Владимировна Евкова?; Mosca, 15 luglio 1965) è un'ex cestista sovietica, dal 1992 russa.

## Carriera
Nella Coppa Ronchetti 1988-1989, è stata decisiva nella semifinale contro l'Enichem Priolo e nella vittoriosa finale sulla Gemeaz Milano ha realizzato 5 punti.
Con l'Unione Sovietica ha disputato i Giochi olimpici di Seul 1988 e i Campionati mondiali del 1990.

## Palmarès
- Coppa Ronchetti: 2

CSKA Mosca: 1984-85, 1988-89